# Syndroom van Bruck
Het syndroom van Bruck is een extreem zeldzame autosomaal-recessieve erfelijke aandoening die gepaard gaat met ernstige afwijkingen gerelateerd aan de groei van de botten. Het is een combinatie van arthrogryposis multiplex congenita en osteogenesis imperfecta (brozebottenziekte). De patiënten hebben onder andere zeer broze botten, zeer frequent optredende botbreuken waarvan de eerste al voor de geboorte ontstaan, en vergroeiingen van de ledematen.

## Genetische oorzaak
Er worden twee verschillende typen onderscheiden die beide autosomaal recessief overerven: type 1 en 2. De erfelijke oorzaak is verschillend, maar de klinische kenmerken van beide typen zijn niet te onderscheiden.
- Patiënten met type 1 hebben mutaties in het gen FKBP10, dat gelegen is op chromosoom 17q21, en dat codeert voor het enzym prolyl isomerase, ook wel FKBP65 genoemd, en dat actief is in het endoplasmatisch reticulum, waar het onder andere een chaperonne eiwit is van collageen en elastine.[3]
- Patiënten met type 2 hebben mutaties in het gen PLOD2, dat gelegen is op chromosoom 3q24, en dat codeert voor het enzym lysylhydroxylase 2 (LH2). Dit enzym hydroxyleert lysine-residuen in collageen telopeptiden die nodig zijn voor collageen hydroxylysylpyridinoline crosslinks.[4]

Beide typen hebben sterk verminderde collageen telopeptide hydroxylysines en de verwante crosslinks. Dit wordt als oorzaak voor de botgroeiproblemen gezien.

## Geschiedenis
In 1989 werden vijf casussen beschreven door Viljoen et al. en zij stelden vast dat de aandoening het eerst was beschreven door de Duitse arts A. Bruck. Daarom werd zijn naam als eponiem aan deze ziekte verbonden. Echter, in 2004 werd door Ha-Vinh et al. vastgesteld dat de patiënt van Bruck geen congenitale botbreuken had en waarschijnlijk een andere aandoening heeft gehad. De naam van Bruck zou dus ten onrechte aan dit syndroom zijn verbonden.